# Meinrad Dreher (Jurist)
Meinrad Dreher (* 1955 in Karlsruhe) ist ein deutscher Rechtswissenschaftler und Hochschullehrer an der Johannes Gutenberg-Universität Mainz.

## Leben
Dreher studierte Rechts- und Wirtschaftswissenschaften an den Universitäten Freiburg und Lausanne sowie als Fulbright-Stipendiat an der University of Pennsylvania, wo er den Titel Master of Laws erwarb. Nach seinem Referendariat in Freiburg und Frankfurt am Main promovierte er 1986 in Freiburg bei Fritz Rittner zum Dr. jur. Vier Jahre später folgte, ebenfalls in Freiburg und ebenfalls unter Betreuung von Rittner, die Habilitation, womit er die venia legendi für die Fächer Bürgerliches Recht, Handelsrecht, Rechtsvergleichung, Wirtschaftsrecht, Gesellschaftsrecht und Europarecht erhielt.
Ab 1991 hatte Dreher einen Lehrstuhl an der Universität Gießen inne. Zwischenzeitlich war Dreher Dekan der dortigen rechtswissenschaftlichen Fakultät. 1995 wechselte er auf den Lehrstuhl für Europarecht, Bürgerliches Recht, Handels- und Wirtschaftsrecht, Rechtsvergleichung an der Universität Mainz, wo er zeitweilig ebenfalls als Dekan des rechts- und wirtschaftswissenschaftlichen Fachbereichs fungierte. Außerdem war Dreher mehrere Jahre am Kartellsenat des Oberlandesgerichts Frankfurt am Main tätig. Seit dem 25. Dezember 2014 ist er Richter am Verfassungsgerichtshof Rheinland-Pfalz.

## Werke und Herausgeberschaften (Auswahl)
- Konglomerate Zusammenschlüsse, Verbotsvermutungen und  Widerlegungsgründe – Eine Untersuchung zur Fortentwicklung des Kartellrechts am Beispiel des U.S.-amerikanischen Antitrustrechts. Duncker & Humblot, Berlin 1987, ISBN 978-3-428-06207-2. (Dissertation)
- Die Versicherung als Rechtsprodukt. Mohr Siebeck, Tübingen 1991, ISBN 978-3-16-145661-9. (Habilitationsschrift)
- Die Konkretisierung der Mißstandsaufsicht nach § 81 VAG. VVW, Karlsruhe 1997, ISBN 978-3-88487-620-6.
- Fritz Rittner (Begr.), Meinrad Dreher & Michael Kulka: Wettbewerbs- und Kartellrecht - Eine systematische Darstellung des deutschen und europäischen Rechts. 8. Auflage. C.F. Müller, Heidelberg 2014, ISBN 978-3-8114-7043-9.

Dreher ist zudem Mitherausgeber der Zeitschriften Zeitschrift für Wettbewerbsrecht (ZWeR), Versicherungsrecht (VersR), Zeitschrift für die gesamte Versicherungswissenschaft (ZVersWiss) und Neue Zeitschrift für Baurecht und Vergaberecht (NZBau).